# الطلاق على الطريقة الإيطالية (فلم)
الطلاق على الطريقة الإيطالية (بالإنجليزية: Divorce Italian Style) هو فيلم كوميدي تم إنتاجه في إيطاليا وصدر في سنة 1961.

## بطولة
- مارسيلّو ماسترويانّي
- ستيفانيا ساندريلي

### ترشيحات وجوائز
| السنة | الحدث  | الفئة             | النتيجة  |
| ----- | ------ | ----------------- | -------- |
|       | أوسكار | أفضل سيناريو أصلي | فـــــوز |

## وصلات خارجية
- الطلاق على الطريقة الإيطالية على موقع IMDb (الإنجليزية)
- الطلاق على الطريقة الإيطالية على موقع روتن توميتوز (الإنجليزية)
- الطلاق على الطريقة الإيطالية على موقع نتفليكس (الإنجليزية)
- الطلاق على الطريقة الإيطالية على موقع ألو سيني (الفرنسية)
- الطلاق على الطريقة الإيطالية على موقع Turner Classic Movies (الإنجليزية)
- الطلاق على الطريقة الإيطالية على موقع أول موفي (الإنجليزية)
- الطلاق على الطريقة الإيطالية على موقع فيلمافينيتي (الإسبانية)
- الطلاق على الطريقة الإيطالية على موقع قاعدة بيانات الأفلام السويدية (السويدية)
- الطلاق على الطريقة الإيطالية على موقع قاعدة بيانات الفيلم (الإنجليزية)
- الطلاق على الطريقة الإيطالية على موقع ليتربوكسد (الإنجليزية)